# Gérard Philipe
Gérard Philipe (Cannes, 4 de dezembro de 1922 — Paris, 25 de novembro de 1959) foi um ator francês, um dos mais famosos de seu tempo.

## Biografia
Philipe teve aulas de atuação antes de se mudar, ainda adolescente, para Paris, onde estudou no Conservatório de Arte Dramática. Aos 19 anos estreou como ator de teatro em Nice e, no ano seguinte, sua interpretação na peça Calígula, de Albert Camus, levou-o a ser convidado para trabalhar no Théâtre National Populaire em Paris e Avinhão, cujo festival, fundado em 1947 por Jean Vilar, é o mais famoso e antigo do país. Com Vilar, teve atuações inesqueciveis nos palcos interpretando, entre outros, "O Cid" de Corneille, "O Príncipe de Hamburgo" de Kleist, "Lorenzaccio" de Musset, "Ricardo II" de Shakespeare e "Ruy Blas" de Victor Hugo.
Philipe fez sua primeira aparição em um filme em 1943, em Les Petites du Quai aux Fleurs. Após alguns papéis em filmes menos importantes, ele se tornou famoso por sua performance em Le Diable au corps (1947), de Claude Autant-Lara. Devido à sua beleza, passou a ser adorado por jovens mulheres. Teve papéis como Fausto em "Entre a Mulher e o Diabo" (50) e Modigliani em "Os Amantes de Montparnasse" (58), além de interpretar o Príncipe Mishkin de Dostoievsky em "O Idiota " de Georges Lampin e o Julien Sorel de Stendhal em "O Vermelho e o Negro"(54) de Claude Autant-Lara.
Utilizou sua voz para registrar textos de Marx, Villon, Rimbaud ("Le Bateau ivre"), Eluard ("Liberté") e "O Pequeno Príncipe" de Saint-Exupéry.
Em 1951, Gérard Philipe casou-se com a também atriz Nicole Fourcade (1917–1990), com quem teve dois filhos. Nicole, que adotou o pseudônimo Anne Philipe, escreveu sobre seu marido em dois livros: Souvenirs, de 1960, e Le Temps d'un soupir (1963).
Reconhecido por seu talento, Philipe estava no pináculo de sua carreira quando, poucos dias antes de seu aniversário de trinta e sete anos, faleceu vítima de hepatocarcinoma, enquanto trabalhava em um projeto de filme em Paris. Está enterrado em um cemitério de Ramatuelle, no departamento de Var, perto da costa do Mar Mediterrâneo.
Em 1961, seu retrato apareceu em um selo postal comemorativo francês. Em 1995, o governo francês lançou um série de moedas de edição limitada que incluíam um moeda de 100 francos com a imagem de Philipe. Além disso, escolas e teatros foram nomeados em sua homenagem, como o Collège Gérard Philipe em Cogolin e um teatro de Berlim, Alemanha.

## Filmografia (parcial)
- Les Petites du Quai aux Fleurs (1943)
- L'Idiot (1946)
- Le Diable au corps (1947)
- La Chartreuse de Parme (1948)
- La Ronde (1950)
- Fanfan la Tulipe (1952)
- Les Orgueilleux (1953)
- Si Versailles m'était conté (1954)
- Le Rouge et le Noir (1954)
- Monsieur Ripois (1954)
- Les Grandes Manœuvres (1955)
- Si Paris nous était conté (1955)
- Montparnasse 19 (1957)
- Le Joueur (1958)
- Les liaisons dangereuses (1959)
- La Fièvre monte à El Pao (1959)